# 中国金融体育协会
中国金融体育协会，又称金融体协，是中国金融行业的体育协会。协会办公地址位于北京市西城区金融大街10号中央国债1003室。
1955年成立时，称中国银鹰体育协会，又称银鹰体协。当时，在广东省设有分会。1986年，更名为中国金融体育协会。各地未设分支机构。2017年7月，在广州市恢复广东金融体协。2018年时，为中国企业体育协会理事单位。